# Weilerbach (Luxemburg)
Weilerbach (Luxemburgs: Weilerbaach) is een plaats in de gemeente Berdorf en het kanton Echternach in Luxemburg.
Weilerbach telt 265 inwoners (2001).

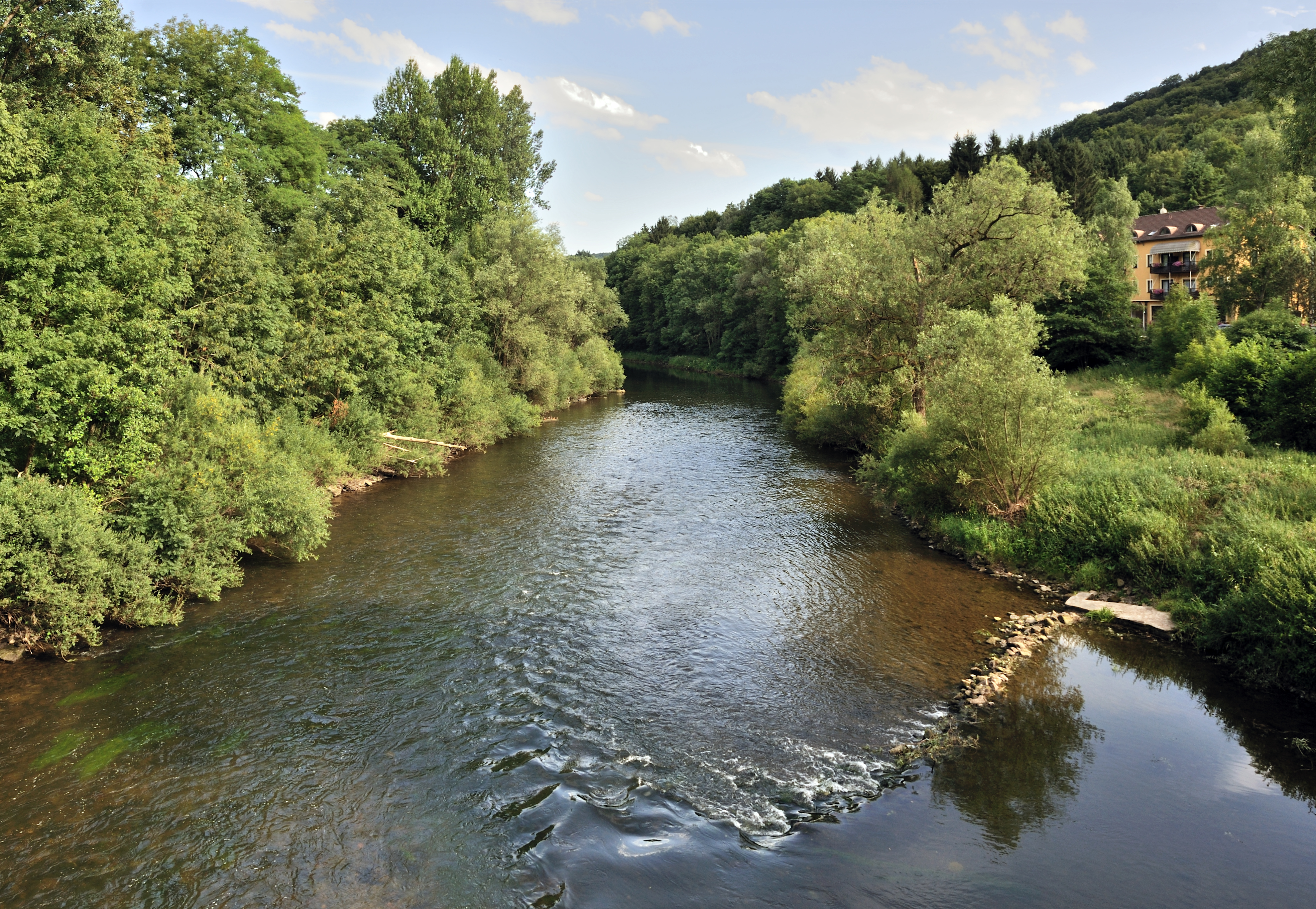
De Sûre bij Weilerbach

Weilerbach ligt aan de Sûre en op de andere oever ligt het Duitse Weilerbach. Een voetgangersbrug over de Sûre verbindt beide delen van Weilerbach.
In Weilerbach bevond zich het Institut Heliar, een sanatorium dat in 1910 werd geopend en in 1925 aan het bisdom werd vermaakt. Het werd vanaf dit jaar tot 1992 beheerd door de Zusters Elisabethinnen. Na 1925 werd het gebouw nog enkele malen vergroot en werd er een kapel bijgebouwd. Het werd in gebruik genomen door de bezetter tijdens de Tweede Wereldoorlog. In de nadagen van 1944, tijdens het Ardennenoffensief, werd het complex door granaatinslagen zwaar beschadigd om in 1946 te worden hersteld. Toen de zusters in 1992 vertrokken bleef het gebouw enkele jaren leeg staan. In 1999 werd het een asielzoekerscentrum. In 2017 werd het centrum gesloten en werd het complex gerenoveerd.

## Nabijgelegen kernen
Echternach, Bollendorf-Pont